# Бабич Ісай Якович
Бабич Ісай Якович (* 1902 — † 9 грудня 1948) — радянський працівник НКВС та МДБ.

## Біографія
Народився у родині кравця у м. Бериславі, тепер центр Бериславського району Херсонської області, єврей. Закінчив 2-класну церковно-приходську школу.
З 1915  — учень складача у приватній друкарні Берислава. З 1916 — складач приватної друкарні у Херсоні.
З 1919 — безробітний у Бериславі. З 1920 — складач державної друкарні у Бериславі.
З 1920 — складач друкарні політвідділу морських сил РСЧА Південно-Західного фронту у Миколаєві. З 1920 — помічник управляючого Миколаївської губчека. З 1922 — АОЧ Миколаївського губвідділу ГПУ. З 1923 — помічник уповноваженого Миколаївського губвідділу ГПУ. З 1925 — уповноважений інспектор Молдавського облвідділу ГПУ. З 1927 — начальник Балтського відділу ГПУ та 25-го прикордонного. З 1930 — начальник СВ Харківського оперсектора ГПУ. З квітня 1931 — начальник СПВ Харківського оперсектора ГПУ. З 27.02.1932 — начальник СПВ Харківського облвідділу ГПУ. З 1933 — начальник СПВ Вінницького облвідділу ГПУ.
З 15.07.1934 — начальник СПВ УДБ УНКВС у Вінницькій області. З 27.08.1934 — начальник СПВ УДБ УНКВС у Одеській області. З 22.07.1935 — начальник СПВ УДБ УНКВС у Київській області. З 25.12.1936 — начальник 4-го відділу УДБ УНКВС у Київській області. З 04.08.1937 — заступник начальника УНКВС у Одеській області. З 22.10.1937 — заступник начальника УНКВС у Київській області. З 29.12.1937 — заступник начальника УНКВС у Київській області. 26.02.1938 відкликаний до НКВС СРСР. З 28.03.1938 — начальник 2-го відділу 2-го управління НКВС СРСР. З 20.08.1938 — начальник 3-го відділу 2-го управління НКВС СРСР. З 29.09.1938 — начальник відділення 4-го відділу ГУДБ УНКВС СРСР. З 03.01.1939 — начальник 4-го відділення 4-го відділу ГУДБ НКВС СРСР. З 24.09.1940 — начальник ОВ Прибалтійського ВО. З лютого 1941 — начальник 3-го відділу ОВ Прибалтійського ВО.
З 1941 — заступник начальника ОВ Північно-Західного фронту. З 21.05.1942 — начальник ОВ Північно-Західного фронту. З квітня 1943 — заступник начальника головного управління контррозвідки «СМЕРШ» НКО СРСР.
З 04.06.1946 — заступник начальника 3-го Головного управління МДБ СРСР. З серпня 1947 — начальник Вищої школи МДБ СРСР у Москві.
Помер 09.12.1948 у Москві.

## Військові звання
- Капітан державної безпеки (08.01.36)
- Майор державної безпеки (17.11.37).
- Дивізійний комісар (1941).
- Старший майор державної безпеки (26.05.42).
- Комісар державної безпеки (14.02.43).
- Генерал-лейтенант (26.05.43).

## Нагороди
Нагороджений орденом Леніна (1945), чотирма орденами Червоного Прапора (1942, 1943, 1944, 1945), орденами Кутузова 1-го ступеня (1945), Червоної Зірки (19.12.1937), Вітчизняної війни 1-го ступеня (1944), Знаком почесного працівника ВЧК  — ГПУ (20.12.1932).